# 法国国家统计与经济研究所
法国国家统计与经济研究所（法语：Institut National de la Statistique et des Études Économiques，缩写为INSEE（讀音/ɪnseɪ/, 法語發音：[inse]）），为法国的一家从事统计、经济研究的国家研究机构。法国国家统计与经济研究所成立于1946年，总部位于巴黎。

## 历任所长
- 弗朗西斯-路易·克洛松（Francis-Louis Closon），1946年–1961年。
- 克洛德·格吕松（Claude Gruson），1961年–1967年。
- 让·里佩尔（Jean Ripert），1967年–1974年。
- 埃德蒙·马兰沃（Edmond Malinvaud），1974年–1987年。
- 让-克洛德·米勒龙（Jean-Claude Milleron），1987年–1992年。
- 保罗·尚索尔（Paul Champsaur），1992年–2003年。
- 让-米歇尔·沙尔潘（Jean-Michel Charpin），2003年–2007年。
- 让-菲利普·科蒂（Jean-Philippe Cotis），2007年–2012年。
- 让-吕克·塔韦尼耶（Jean-Luc Tavernier），2012年–